# Гребінки
Гребінки — селище в Україні, центр Гребінківської селищної громади Білоцерківського району Київської області. День смт 14 жовтня. Через селище пролягає автошлях M 05 «Київ — Одеса».

## Назва
За аналогією до інших сіл цього регіону, що носять назви відповідні прізвищам реєстрових козаків Білоцерківського полку (Храпачі — Храпач, Мазепинці — Мазепа, Саливонки — Селивон, Соколівка — Сокол), Гребінки ймовірно походить від родини Гребенників, представники якої представлені у переписах полку 1649 та 1654 років.

## Історія
За адміністративним поділом XVIII ст. село Гребінки у складі Київського воєв., з 1795 р. Білоцерківської округі Київського нам., з 1797 р. Васильківського пов. Київської губ.
Метричні книги, клірові відомості, сповідні розписи церкви Покрова Пресвятої Богородиці с. Гребінки (приписні с. Саливонки, Чорняхівський хут.) XVIII ст. — Київського воєв., з 1795 р. Білоцерківської округі Київського нам., з 1797 р. Васильківського пов. Київської губ.; ХІХ ст. — Гребінківської волості Васильківського пов. Київської губ. зберігаються в ЦДІАК України.

### Заснування
Селище Гребінки було засноване на початку XVII століття, коли з метою заселення земель Білоцерківського староства, які дуже часто спустошували татари (1612, 1615, 1617, 1626 рр.) жителям надавалися так звані «слободи» — звільнення від податків протягом 10-15 років. Таким поселенням на важливому торговельному шляху з Києва до Польщі, Угорщини, Чехії, Волощини та на місцеві ярмарки до Таращі, Умані, Богуслава і стали Гребінки. В історичних документах поселення зустрічається під назвою Гребенники, Угребенники. Південна частина звалася Саливінками, і в документах згадується разом з Гребінками як один населений пункт.
У 1622 році Гребінки разом з Саливінками і селом Пинчуками стали володінням шляхтичів Чернієвських.
Під час визвольної війни українського народу під проводом Богдана Хмельницького жителі Гребінок брали активну участь у боротьбі проти польського гніту.

### В складі Польщі
Після об'єднання України з Російською імперією Гребінки, згідно з укладеним між Росією і Польщею «Вічним миром», залишилися під владою польських магнатів.
Пишне життя магнатів і шляхти базувалося на нещадній експлуатації українського селянства, яке фактично знову перетворилося на кріпаків. Крім натуральних повинностей і грошової данини («чиншу»), селянин мав сплачувати різні додаткові податки: «зажинки», «заорки», «подорожнє» і багато інших. Так, у 1765 році 86 дворів Гребінок платили данину 1935 злотих 18 грошів.
Збільшення розмірів панщини та інших повинностей у другій половині XVIII століття викликало незадоволення селян, яке вилилось у відкритий виступ під час гайдамацького руху. Гайдамаки організовувалися в загони і вели завзяту партизанську боротьбу. Тікаючи від народного гніву, польське панство кидало свої маєтки і ховалося за мурами фортець у великих містах.

#### Коліївщина
Найвищим етапом гайдамацького руху стала Коліївщина. Ця назва походить від «Колійців» — рядових чинів і сотників надвірної міліції, повстанців-гайдамаків. Гайдамацький рух став прологом великого народного повстання на значній території Правобережної України. Вся Київщина запалала вогнем національно-визвольної війни проти польського панства, активними учасниками якої були і гребінківці. В 1768 році вони радо зустріли загін відважного ватажка повстанців Микити Швачки. Повстанці убили в Гребінках п'ятьох шляхтичів, освятили зброю в місцевій Святопокровській церкві. Багато гребінківців приєдналися до повстанців. Жителів Гребінок, як і всіх селян на зайнятій повстанцями території, було звільнено від влади польської шляхти, у містечку відновлено адміністративний устрій Війська Запорозького. У своє користування селяни одержали робочу худобу з панських маєтків.
Саме з Гребінок ще один ватажок, Іван Бондаренко, почав свій визвольний похід, розділившись з Микитою Швачкою.
Польський уряд запросив допомоги у російської цариці Катерини II. Проти повстанців були вислані царські війська. 8 липня 1768 року в Богуславі було розгромлено загін Швачки. Царський суд жорстоко розправився із Швачкою, якого після мордування було заслано на вічну каторгу до Сибіру.
Особливо посилився гніт селян з часу отримання в 1774 році у довічне користування земель Білоцерківського староства, до якого входили і Гребінки, коронним гетьманом Ксаверієм Браницьким. Особливо Браницький відзначався своєю жорстокістю під час придушення народного повстання — Коліївщини. Це до його кривавих катівських рук потрапив Іван Гонта. За наказом і в присутності Браницького з Ґонти живцем здирали пасами шкіру, довго і жорстоко мордували перед стратою. А по шляхах стояли шибениці, стовпи і палі, на яких конали повстанці. Український народ ніколи не забував їхні подвиги і складав про них пісні і легенди.

#### XIX століття
Гребінки були одним з найбільших сіл Київщини. Так, згідно з описом 1880 року в Гребінках проживало 3048 жителів, серед яких 2888 православних, 50 латинян і 110 жидів. У селі знаходилась поштова станція та декілька заїжджих дворів. Один раз на два тижні збиралися великі ярмарки, на які з'їжджалися торгувати селяни з навколишніх сіл. У селі проводили свої служби одна православна церква, польський костьол та жидівська синагога.
У другій половині XIX століття Гребінки стали центром волості, до складу якої входило 10 сіл і одна ферма (села: Гребінки, Ксаверівка, Пинчуки, Саливінки, Лосятин, Соколівка, Глушки, Піщана, Храпачі, Скребиші і ферма Великі Черниші).
Гребінки, село розташоване вздовж річки Роток і безіменного струмка, що протікає від села Вінницьких Ставів, протягом декількох верст. Південна частина села називається Саливонки. Жителів обох статей: православних 2888, латинян 50, євреїв 110.
Про церкву тутешню Свято-Покровську у візитах 1740 і 1746 років говориться, що вона, хоча була побудована, після руїн тільки після 1730, вже стара і вимагає ремонту. Дзвіниця також стара. Прихід її становили: 60 дворів в Гребінках, в 30 в Саливінках і в 10 в Пологах. Священик при ній був Іоаким Новдевич, посвячений 29 червня 1721 в Переяславі єпископом Кирилом Шумлянським, а в 1737 році затверджений уніатським митрополитом, по прийнятті унії з папством. Однак ж після візити 1740 року священик цей був направлений в Красногорський монастир, на два тижні, для навчання уніатського богослужіння. У другій половині минулого XVIII століття була побудована на місці застарілої нова церква з п'ятьма главами, що існувала до 1850 року, у якому згоріла, а на місце її в 1859 році побудована нинішня дерев'яна ж, побудована старанням священика Правікова. По штатах відноситься до 4-го класу; землі має 69 десятин. // Сказания о населенных местностях Киевской губернии или Статистические, исторические и церковные заметки о всех деревнях, селах, местечках и городах, у пределах губернии находящихся / Собрал Л. Похилевич. — Біла Церква: Видавець О. В. Пшонківський, 2005. — с. 406
Станом на 1900 рік у Гребінківській волості проживало 16446 чоловік (8095 чоловіки, 8351 жінки), у тім числі православних − 15862 душі, католиків — 553, жидів — 331. У волості навчали дітей: одна двокласна парафіяльна школа, сім церковно-парафіяльних шкіл і дві школи грамоти. Землі нараховувалося 20900 десятин. У тому числі 9064 десятини належало поміщикам, 2664 десятини належало чиновникам, 11726 десятин землі, наділеної селянам.

#### Цукровий завод Браницьких
В економічному житті Гребінок після реформи 1861 року важливу роль відігравав цукровий завод, побудований 1873 року. 1881 року він згорів, але через два роки Марія Браницька збудувала новий, продуктивністю 127 тисяч пудів цукру-піску за сезон. У 1900 році на заводі уже працювало 720 робітників, з них 250 місцевих жителів, решта — з Могилівської, Чернігівської та інших губерній. Графам Браницьким належав цегельний завод, на якому працювали 12 робітників, а також два водяні млини, більше 10 вітряків, олійниця, кілька кузень. Побудувавши в Гребінках цукровий завод, граф Браницький щонайменше думав про робітників. Завод у сезон варіння цукру (він тривав 4-5 місяців) працював у дві зміни. Кожна зміна тривала по 12 годин. Двічі на добу о 12 годині дня і о 12 годині ночі — сильний гудок сповіщав про початок роботи нової зміни. Відпочинок на сніданок і підвечірок тривав усього 30 хвилин. Робітники тільки і встигали, що проковтнути свою бідняцьку їжу, не відходячи від робочих місць: За місяць роботи без вихідних Браницькі платили чоловікам по 5-6 карбованців, а жінкам і підліткам по 3-4 карбованці. Працювати робітникам доводилося в надзвичайно тяжких умовах — при високій температурі й волозі, при кривдах і відвертих знущаннях панських служак.
Працюючи в таких умовах, робітники виплескували начальству своє обурення. І результат, як правило, був один: непокірних виганяли за заводські ворота. З поодинокими бунтарями прикажчикам легко було розправитися. Та ось крапля до краплі, і терпіння робітників урвалося. Приводом до організованого виступом робітників заводу послужив випадок, коли прикажчик Семякін побив трьох дівчат-підлітків. Бо ті, як на його погляд, не досить швидко поверталися при пранні серветок від брудного бурякового соку. Як правило, у пральнях дівчата-підлітки за 14 років працювали зовсім голі і прали серветки в сильному вапняному розчині. Розчин безжально роз'їдав шкіру на їхніх руках і на всьому тілі.

##### Страйк робітників
Прикажчик накинувся бити дівчат, а одну з них, Марусю Дзюбочкіну, почав бити ногами. На плач прибігли робітники, у тім числі і Марусин батько — Петро Дзюбочкін. Тоді розлютований прикажчик ухопив дерев'яний кілок і кинувся на батька. Такого зухвальства графського служаки робітники стерпіти не змогли. Вони побили Семякіна. А потім тридцять робітників на чолі з П. Дзюбочкіним, М. Сафоновим, П. Федоровим, В. Васильєвим та А. Войтенком залишили роботу й оголосили страйк. До них приєдналися ще сорок робітників, що становило вже половину денної зміни трудівників. Робота заводу на певний час була зупинена. Страйкарі висунули свої вимоги заводовласникам. Серед них була й така: припинити знущання над робітниками, відмінити рукоприкладство.
У відповідь на вимоги страйкарів заводське начальство 23 грудня 1876 року викликало станового пристава, аби той провів дізнання про призвідників страйку. Страйкарі до пристава не з'явилися, їх тимчасово прихистили гребінківські жителі. Тоді місцева влада зробила спробу примусити страйкарів повернутися на завод для допиту, але робітники вчинили опір. За допомогою місцевої поліції призвідників страйку було заарештовано. Звістка про арешт товаришів викликала велике обурення серед робітників, які на чолі з М. Курдулєвим напали на волосне управління і звільнили заарештованих.
Побачивши свою неспроможність впоратися зі страйкарями, місцева влада звернулася до військового начальства 70-го піхотного полку, який на той час був розквартирований у Гребінках. За допомогою солдатів було проведено арешти найактивніших робітників — організаторів страйку — М. Сафонова, В. Устимцева, М. Кравченка та А. Войтенка. Інші активісти втекли. Арештованих було передано до суду, пізніше суворо покарано.
Страйк гребінківських цукроварів мав великий вплив на робітничий рух в Україні 60-90-х років XIX століття. Недарма ж на завод було командировано чиновника від міністерства внутрішніх справ і чиновника для виконання особливих доручень від київського губернатора. Й хоч цього разу страйкарі не домоглися задоволення своїх вимог, та їхній виступ довів, що вони не мають наміру бездіяльно терпіти знущання над собою заводською владою та її поплічників.
Розправа над гребінківськими цукроварами викликала хвилю обурення робітників інших цукрових заводів Київської губернії. У знак солідарності страйки прошуміли і по інших заводах.
Під час революції 1905—1907 років часто горіли будівлі й скирти хліба поміщиків Браницьких, Бесідовського, Яворського. Селяни, як писав у донесеннях справник, намагалися «вижити» поміщиків. Вони відкрито виявляли незадоволення чинним ладом. Поліція організувала негласний нагляд за селянами, завела на кількох жителів Гребінок справи за образливі вислови на адресу царя.

### Радянська доба
Під час організованого радянською владою Голодомору 1932—1933 років померло щонайменше 242 жителі селища.

### Декомунізація
Згідно із Законом України «Про засудження комуністичного та націонал-соціалістичного (нацистського) тоталітарних режимів в Україні та заборону пропаганди їхньої символіки» № 317-VIII, який був прийнятий Верховною Радою України 9 квітня 2015 року, зміні назв підлягають топоніми (географічні назви та назви вулиць і підприємств населених пунктів України), що мають комуністичне походження.
Рішенням Гребінківської селищної ради від 16 грудня 2015 року за № 42-ІІ-VII перейменовано:

## Населення

### Мова
Розподіл населення за рідною мовою за даними перепису 2001 року:
| Мова            | Кількість | Відсоток |
| --------------- | --------- | -------- |
| українська      | 6713      | 96.00%   |
| російська       | 222       | 3.17%    |
| білоруська      | 20        | 0.29%    |
| румунська       | 13        | 0.19%    |
| вірменська      | 9         | 0.13%    |
| польська        | 2         | 0.03%    |
| циганська       | 2         | 0.03%    |
| словацька       | 1         | 0.01%    |
| інші/не вказали | 11        | 0.15%    |
| Усього          | 6993      | 100%     |

## Відомі люди
- Бутенко Андрій Петрович (нар. 1978) — український правник
- Таран Людмила Василівна — українська поетеса, прозаїк, літературознавець, журналістка
- Кириленко Олександр Станіславович (31.07.1984 - 28.11.2022) — український військовий
- Шкрогаль Володимир Михайлович (нар. 1948) — український архітектор

## Галерея

Гребінківська селищна рада
Свято-Покровська церква (УПЦ МП)
Стара будівля церкви